# Аэроплан Живодана
Аэроплан Живодана — аэроплан с двумя замкнутыми в кольцо крыльями (кольцевое крыло), построенный в 1909 году французским инженером М. Живоданом.

## Описание конструкции
Аэроплан был построен М. Живоданом на фабрике Velmorel Motor в Вильфранше (Франция) в 1909 году. Помимо оригинальной формы крыльев (замкнутого типа), необычным было их расположение — впереди и сзади планера.
Сам аэроплан и его конструктор вызвали широкий общественный резонанс. В частности, о них опубликовал статью Scientific American и еще несколько авторитетных изданий.
Конструкция аэроплана представляла собой лёгкий фюзеляж-ось, на концах которого располагались два кольцеобразных крыла, между ними было оборудовано место пилота. Спереди был смонтирован двигатель, который весил 80 кг и развивал мощность 40 л.с.. Двигатель был оснащён 2,4-метровым пропеллером. В целом конструкция выглядела как труба с вырезанной центральной секцией.
В ходе испытаний аэроплан так и не поднялся в воздух. Однако в 1980-х годах французский авиамоделист Эммануэль Филлон сделал модель аэроплана, которая смогла летать. Таким образом, с точки зрения аэродинамики аэроплан представлял вполне способную к полёту конструкцию. Скорее всего, оригинальной конструкции не хватило удельной мощности для полёта.